# Miroslav Ondříček

La firma di Miroslav Ondříček

Miroslav Ondříček (Praga, 4 novembre 1934 – Praga, 28 marzo 2015) è stato un direttore della fotografia cecoslovacco, poi ceco.

## Vita e carriera
Ondříček studia cinematografia presso la scuola degli Studi Barrandov (allora sede dell'industria cinematografica dell'intera Cecoslovacchia) dove inizia a lavorare negli anni del pieno fermento della Nová vlna. Il suo primo lungometraggio nella veste di direttore della fotografia lo vede esordire proprio al fianco di un allora giovane Miloš Forman, già in procinto di diventare uno dei maggiori esponenti della Nová vlna cinematografica e del quale sarà uno dei più fedeli e principali collaboratori per il resto della vita. Come fa lo stesso grande regista ceco, Ondříček lascia la sua patria dopo l'invasione sovietica nel 1968, prima trasferendosi in Gran Bretagna, quindi stabilendosi negli Stati Uniti, dove può continuare il suo lungo rapporto lavorativo con Forman, che produrrà capolavori come Hair, Ragtime e Amadeus.
Miroslav Ondříček era il padre del regista David Ondříček e fu membro del consiglio di amministrazione della Scuola di cinema di Písek. Interpellato nel 2011 dal tabloid ceco Blesk riguardo alla grave patologia oculare che aveva colpito Forman, Ondříček dichiarò che, come sperava che anche l'amico decidesse di fare, lui aveva già scelto di abbandonare le scene, ritenendosi ormai vecchio e malato per rimanere ancora dietro alla telecamera.

## Filmografia

### Direttore della fotografia
- Kdyby ty muziky nebyly, regia di Miloš Forman - cortometraggio (1964)
- Konkurs, regia di Miloš Forman (1964)
- Intimní osvětlení, regia di Ivan Passer (1965)
- Gli amori di una bionda (Lásky jedné plavovlásky), regia di Miloš Forman (1965)
- Mucedníci lásky, regia di Jan Nemec (1967)
- Fuoco ragazza mia! (Hoří, má panenko), regia di Miloš Forman (1967)
- Il bus bianco (The White Bus), regia di Lindsay Anderson - mediometraggio (1967)
- Se... (If....), regia di Lindsay Anderson (1968)
- Il corpo di Diana (Le Corps de Diane), regia di Jean-Louis Richard (1969)
- Taking Off, regia di Miloš Forman (1971)
- Mattatoio 5 (Slaughterhouse-Five), regia di George Roy Hill (1972)
- Homolka a tobolka, regia di Jaroslav Papousek (1972)
- O Lucky Man!, regia di Lindsay Anderson (1973)
- Televize v Bublicích aneb Bublice v televizi, regia di Jaroslav Papousek (1974)
- Care zie e io (Drahé tety a já), regia di Zdeněk Podskalský (1975)
- Hotel Pacific (Zaklęte rewiry), regia di Janusz Majewski (1975)
- Hřiště, regia di Štěpán Skalský (1976)
- Konečně si rozumíme, regia di Jaroslav Papousek (1977)
- Il ritorno del padre (Jakub), regia di Ota Koval e Jaroslava Vošmiková (1977)
- Příběh lásky a cti, regia di Otakar Vávra (1978)
- Nechci nic slyšet, regia di Ota Koval (1978)
- Hair, regia di Miloš Forman (1979)
- Božská Ema, regia di Jiří Krejčík (1979)
- Temné slunce, regia di Otakar Vávra (1980)
- Ragtime, regia di Miloš Forman (1981)
- Il mondo secondo Garp (The World According to Garp), regia di George Roy Hill (1982)
- Silkwood, regia di Mike Nichols (1983)
- Amadeus, regia di Miloš Forman (1984)
- Catholic Boys (Heaven Help Us), regia di Michael Dinner (1985)
- F/X - Effetto mortale (F/X), regia di Robert Mandel (1986)
- Bel colpo amico (Big Shots), regia di Robert Mandel (1987)
- Distant Harmony, regia di DeWitt Sage (1987)
- L'allegra fattoria (Funny Farm), regia di George Roy Hill (1988)
- Valmont, regia di Miloš Forman (1989)
- Risvegli (Awakenings), regia di Penny Marshall (1990)
- Ragazze vincenti (A League of Their Own), regia di Penny Marshall (1992)
- Let It Be Me, regia di Eleanor Bergstein (1995)
- Uno sguardo dal cielo (The Preacher's Wife), regia di Penny Marshall (1996)
- I ragazzi della mia vita (Riding in Cars with Boys), regia di Penny Marshall (2001)
- FX, regia di Marcos Calandrelli - cortometraggio (2001)

## Riconoscimenti
Premio Oscar
- 1982: nomination – Oscar alla migliore fotografia per Ragtime
- 1985: nomination – Oscar alla migliore fotografia per Amadeus

BAFTA
- 1985: vinto - BAFTA alla migliore fotografia per Amadeus